# 피르칼라

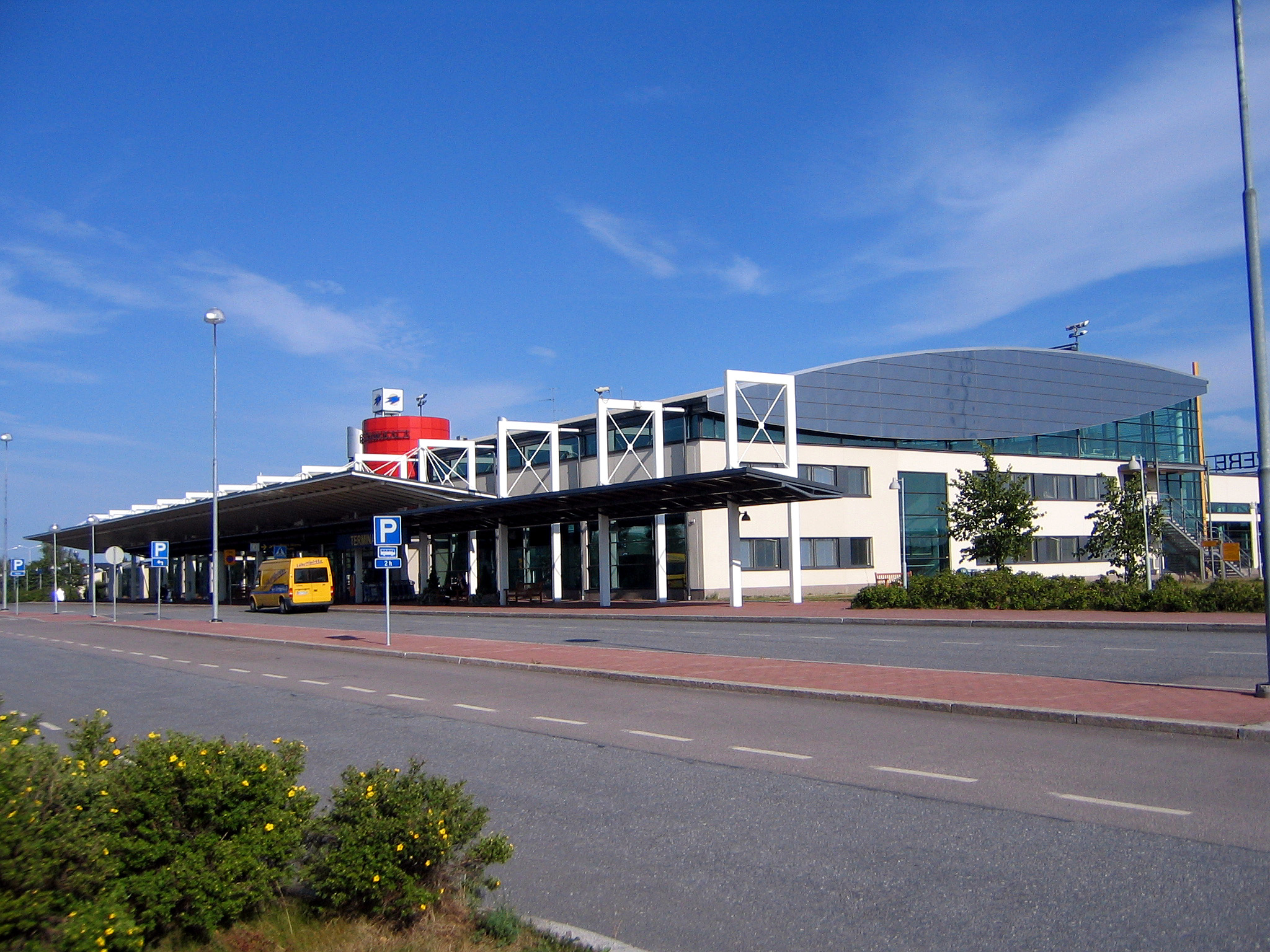
탐페레 피르칼라 공항

피르칼라의 위치

피르칼라(핀란드어: Pirkkala, 스웨덴어: Birkala 비르칼라[*])는 핀란드 피르칸마 지역에 위치한 도시로 면적은 81.43km2, 인구는 18,984명(2016년 3월 31일 기준), 인구 밀도는 233.28명/km2이다. 탐페레에서 남서쪽으로 약 10km 정도 떨어진 곳에 위치한다. 시 남서부에는 탐페레 피르칼라 공항이 위치한다.
14세기 고문서에서 수르피르칼라(Suur-Pirkkala, 대(大)피르칼라)라는 도시가 처음으로 등장했다. 1922년 수르피르칼라가 포흐요이스피르칼라(Pohjois-Pirkkala, 북(北)피르칼라), 에텔래피르칼라(Etelä-Pirkkala, 남(南)피르칼라)로 분할되면서 신설되었다. 1938년 포흐요이스피르칼라가 노키아(Nokia)로 이름을 바꾸면서 에텔래피르칼라는 피르칼라라는 이름으로 바뀌게 되었다.

시 문장

## 자매 도시
- 스웨덴 솔나 시